# Karina Rasumowskaja
Karina Wladimirowna Rasumowskaja (russisch Карина Владимировна Разумовская, wiss. Transliteration Karina Vladimirovna Razumovskaja; * 9. März 1983) ist eine russische Schauspielerin, die in mehreren auch international erschienenen Produktionen Hauptrollen spielte. Vor ihrem Wechsel zu Film und Fernsehen war sie Theaterschauspielerin in Sankt Petersburg, wo sie auch ihre Schauspielausbildung erhielt.

## Filmografie (Auswahl)
- 2002: The Ark, (russisch: Ковчег / Kowtscheg), Hauptrolle
- 2004: Sestry, Fernsehserie (russisch: Сестры), Nebenrolle
- 2005: Adjutanty Ljubi, historische Fernsehserie auf Channel One Russia (russisch: Адъютанты любви), Hauptrolle